# باول أبلباي
باول أبلباي (بالإنجليزية: Paul Appleby)‏ هو مغني أوبرا أمريكي، ولد في 1983 في شيكاغو في الولايات المتحدة.

## وصلات خارجية
- الموقع الرسمي